# Episparis farinosa
Episparis farinosa is een vlinder uit de familie spinneruilen (Erebidae). De wetenschappelijke naam is voor het eerst geldig gepubliceerd in 1915 door Bryk.
De soort komt voor in tropisch Afrika.